# Ère du jet
L'ère du jet ou l'âge de la réaction selon les auteurs désigne, en aéronautique, les premières années après la transition depuis les avions à hélice vers les avions à réaction, elle constitue une véritable révolution dans le milieu. Elle se situe à partir des années 1950 et pendant une partie des années 1960.
Cette transition initiée pour les avions militaires se répand ensuite dans le transport civil et rend beaucoup plus rapides et confortables les vols long-courrier et introduit de nouvelles habitudes et de nombreuses nouvelles technologies dans le monde de l'aéronautique.

## Développement de la propulsion par réaction
Le point de départ de l'ère du jet est l'invention du turboréacteur dans les années 1930. Ses premières applications pratiques sont militaires pendant la seconde guerre mondiale et les précurseurs en la matière sont la Luftwaffe qui met en ligne l'Arado Ar 234, un bombardier et avion de reconnaissance et les chasseurs Messerschmitt Me 262 et Heinkel He 162 et la Royal Air Force avec le Gloster Meteor moins brillant que le Me 262 à cause de son compresseur centrifuge et ses ailes droites mais plus fiable et dont l'histoire ne s’arrête pas à la fin de la guerre.
L'Opération Paperclip et ses déclinaisons soviétiques, anglaises et françaises diffusent le savoir allemand au profit des vainqueurs ce qui permet au USA, par exemple, de passer d'un Bell P-59 Airacomet plafonnant à 670 km/h au Lockheed P-80 Shooting Star capable de 900 km/h puis au North American F-86 Sabre transsonique qui sera opposé au Mikoyan-Gourevitch MiG-15 soviétique. 

## Le contexte d'après-guerre

### État de l'industrie aéronautique
A la fin de la guerre la situation des industries aéronautiques est variable depuis celle des États-Unis qui n'a pas reçu une seule bombe et est montée en puissance pour devenir l'Arsenal des démocraties jusqu'à celle de l'Allemagne qui, si elle a réussi à maintenir une production de guerre quasiment jusqu'à la fin, est totalement atomisée en une multitude de petits ateliers dont l'emplacement est plus déterminé par la possibilité de les soustraire aux bombardement alliés que par les nécessités logistiques.

#### Allemagne
Dans un pays laminé par les bombardements lourds l'industrie aéronautique entièrement tournée vers la production militaire et organisée pour assurer une production délocalisée pour échapper aux raids aérien est hors d'état pour longtemps et ne participera à l'ère du jet que par les emprunts à sa technologie.

#### Angleterre
L'industrie aéronautique anglaise sort de la guerre dans un état correct. Les usines, majoritairement situées hors du rayon d'action des bombardiers allemands, ont peu voire pas souffert, d'autant que la Luftwaffe voulue comme un instrument de guerre rapide (Blitzkrieg) n'est pas équipée des bombardiers stratégiques nécessaires à une offensive globale. Les ateliers et la main d’œuvre qualifiée n'attendent que leur conversion pour la production d'avions civils. Par ailleurs la technique des turboréacteurs y est déjà bien connue avec des productions en série de chasseurs à réaction Meteor et Vampire. En avions commerciaux le Vickers Viscount est en 1948, le premier avion à turbopropulseur qui sera suivi par le Comet De Havilland.

#### États-Unis
L'arsenal des démocraties sort de la guerre sans qu'une seule bombe soit tombée sur son territoire métropolitain. Si les forces aériennes sont drastiquement réduites (de 2 500 000 hommes à 300 000 hommes en à peine deux ans) les usines aéronautiques dimensionnées pour produire des milliers de bombardiers et de chasseurs sont quasiment prêtes à repasser à la production de temps de paix. Seul bémol, ces usines sont surdimensionnées pour les besoins civils déjà largement couverts par la ventes à bas prix des surplus d'avions militaires de transports (Douglas DC-3, Douglas DC-4 et autres Lockheed Constellation). Bien placés sur le créneau du multimoteur à piston les États-Unis travaillent en priorité sur les avions de chasse. Si leurs premiers jets utilisent des moteurs anglais la production américaine de moteurs ne tarde pas.

#### France
Les cas de la France est diffèrent car elle à subi les bombardements alliés et la production n'a été tolérée qu'au profit de l'Allemagne qui ne tolérait pas non plus la moindre velléité de développement propre. Les ingénieurs français se voyant également coupés de toute information sur le développement technique international. Un certain nombre d'études clandestines sont quand même réalisées et finalisées très peu de temps après la fin du conflit. Le SO.6000 Triton vole le 11 novembre 1946 propulsé par un réacteur allemand Junkers Jumo 004, trois autres appareils voleront avec des Rolls-Royce Nene. 
Dans la "chasse aux cerveaux allemands" elle marque quelques points avec, en particulier une équipe issue de BMW qui installe à Rickenbach l'Atelier technique aéronautique de Rickenbach dont les réacteurs Atar propulseront la plupart des chasseurs de fabrication française. La SNECMA est également crée à cette époque.
De son coté, Turbomeca utilisant aussi le savoir allemand se concentre sur les réacteurs de faible puissance. Avec Fouga ils développent le Fouga CM.8.R.13 Sylphe, planeur motorisé par une petite turbine qui vole en 1949. S'il n'a pas un grand succès il est le premier maillon menant au Fouga CM-170 Magister de 1952.
En fait, le redressement sera bien plus rapide et impressionnant que ce qui était attendu avec 66 prototypes essayés en 1947 et 76 en 1949. Malgré un important déchet le pays regagne sa place au sein des nations aéronautiques.

## Mise sur le marché desavions de ligneà réaction
Si les premières années après la fin du conflit mondial sont marquées par l'utilisation des longs courriers à hélice, les limites des possibilités d'augmentation de puissance des moteurs empêchent l'augmentation nécessaire le la vitesse, de la capacité d'emport et de l'autonomie. Par ailleurs, les problèmes de fiabilité dus à des soucis de refroidissement de moteurs trop puissants sont récurrents et valent au quadrimoteur Lockheed Constellation le surnom de "meilleur trimoteur du monde". L'utilisation des réacteurs permet d'envisager de régler tous ces défauts. Les anglais ont une longueur d'avance avec la proposition IV du Comité Brabazon émise en 1943 qui donnera naissance au Comet.

### De Havilland Comet

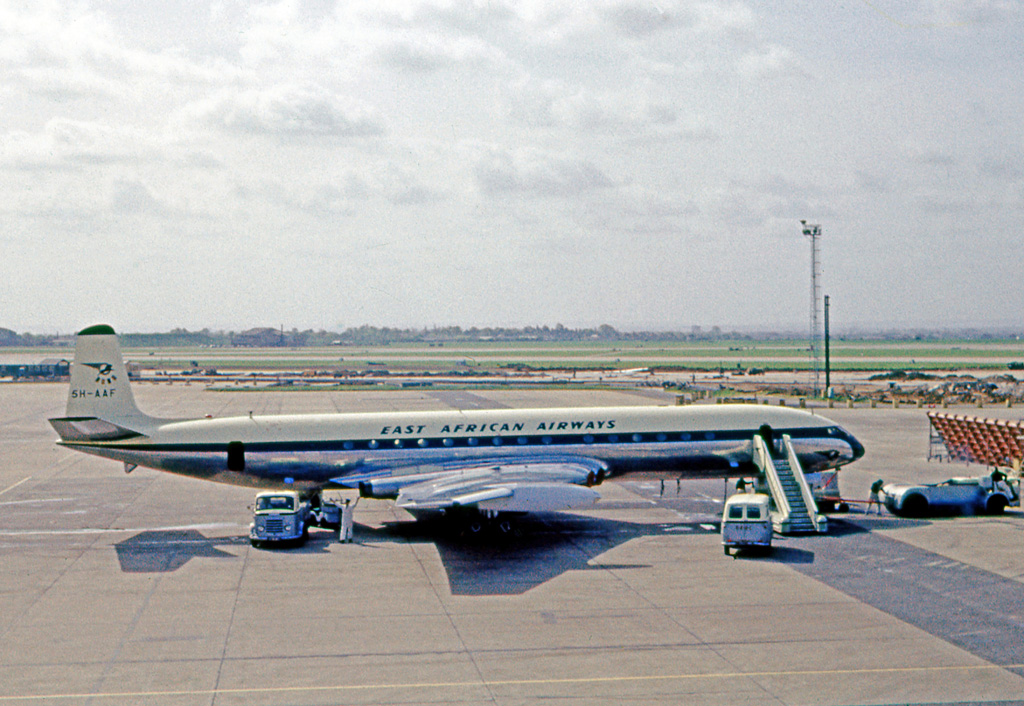
Le premier véritable jet civil est le De Havilland Comet britannique, entré en service en 1952.

Le Comet vole pour la première fois le 27 juillet 1949 et entre en service en 1952. Un an plus tard trois exemplaires sont détruits en vol. L'analyse des débris repêchés et des essais statiques permettent d'identifier une défaillance structurelle liée aux cycles de pressurisation et à des hublots carrés dont les angles favorisent la formation de fissures se propageant dans le métal (criques). Les vols commerciaux ne reprendront après modification qu'en 1958 ce qui laisse tout le temps à Boeing pour combler son retard et placer son Boeing 707.

### Boeing 707
Après un premier vol le 20 décembre 1957 l'avion est mis en service en octobre 1958. Il en sera fabriqué plus de mille exemplaires en diverses versions.

### Douglas DC-8
Démarché par les dirigeants de Pan American World Airways, la maison Douglas qui se cantonnait prudemment à la fabrication de ses DC-3, DC-4, DC-6 et DC-7 décide de se lancer sur le marché du jet en accélérant le développement de son DC-8. Ils tachent de gommer les défauts du Boeing 707 avec une cabine plus large contenant plus de sièges et une autonomie supérieure ce qui permet à ses commerciaux de conseiller aux éventuels clients d'attendre pour avoir un meilleur avion. Le 3 octobre 1955 Pan Am commande 20 Boeing 707 et 25 exemplaires d'un DC-8 encore en projet et, le 15 du même mois, United Airlines renonce au 707 envisagé pour commander 30 DC-8. Juan Trippe, président de la Pan Am, ayant expliqué à William Allen, président de Boeing, que le 707 était déjà dépassé par le DC-8, la décision est prise d'élargir le fuselage de la version normale du 707 de 40 centimètres, puis de créer une version "Boeing 707 intercontinental" plus longue de 2,4 mètres avec une envergure supérieure de 3,65 mètres avec des moteurs plus puissants. La flexibilité démontrée à cette occasion vaudra à Boeing de nombreuses commandes de variantes et de vaincre Douglas commercialement

### Caravelle
L'industrie aéronautique française en pleine reconstruction lance un programme de moyen courrier à réaction. C'est la solution de la SNCASE qui s'impose. Les deux réacteurs Rolls-Royce Avon placés de part et d'autre de la queue sont une nouveauté qui donne une aile plus "propre" aérodynamiquement et réduit le bruit en cabine.

## Jets militaires
Ce sont les forces aériennes qui sont les premières utilisatrices des avions à réaction. Après la "préhistoire de la réaction" pendant la Seconde Guerre mondiale avec les Messerschmitt 262, Heinkel 162 et Gloster Meteor, la paix retrouvée voit un foisonnement de créations d'avions et de réacteurs. Le grand défi de cette époque est le passage du mur du son, défi qui fera de nombreux morts dans les pilotes d'essai.

### Angleterre
L’Angleterre de Frank Whittle est, avec l'Allemagne, l'un des deux utilisateurs de la réaction pendant la guerre et possède le savoir-faire nécessaire à la construction de réacteurs. 
Le De Havilland DH.100 Vampire entre en service en 1946 et sera produit à plus de 4 500 exemplaires il est suivi de l'English Electric Canberra, premier bombardier à réaction anglais mis en service en 1951 et produit à plus de 1 400 exemplaires, du De Havilland DH.112 Venom en service en 1952 et lui aussi produit à plus de 1 400 exemplaires.
Le Hawker Hunter entre en service en 1954 et est produit à 1 931 exemplaires

### En France
La France repart quasiment à zéro mais de nombreux constructeurs s'attaquent au problème avec des solutions diverses, le turboréacteur bien sûr mais aussi les moteurs-fusée, les statoréacteurs, les pulsoréacteurs seuls ou mélangés sur le même appareil. On a pu voir les séries Dassault Mystère, l'Ouragan, les Mirage III et dérivés, les SNCASO SO.6020 Espadon ou SO.9000 Trident, le SO-4050 Vautour, le SNCASE SE.2410 Grognard ou les expérimentaux Nord 1500 Griffon et Leduc.

## Technologies associées

### La pressurisation
La pressurisation était déjà utilisée sur les avions à hélices. Le Boeing B-29 Superfortress comportait plusieurs secteurs pressurisés reliés par un tunnel lui aussi pressurisé et les avions civils utilisant le même genre de moteurs à compresseur volaient aussi assez haut pour imposer la pressurisation indispensable à la survie des passagers. Par exemple, le Boeing 377 Stratocruiser, avion de ligne dérivé du B29 volait déjà à 6 700 mètres. Les réacteurs ayant un meilleur rendement en altitude les avions qui en sont munis volent encore plus haut (de l'ordre de 10 500 mètres pour le Comet).

### L'aile en flèche
Les recherches allemandes de la seconde guerre mondiale ont montré l'intérêt des ailes en flèche à l'approche des vitesses transsoniques.